# Tetraphis geniculata
Tetraphis geniculata är en bladmossart som beskrevs av Girgensohn och Carl August Julius Milde 1865. Tetraphis geniculata ingår i släktet Tetraphis och familjen Tetraphidaceae. Inga underarter finns listade i Catalogue of Life.